# Акси-Барлик
Акси-Барлик — сільське поселення (сумон) Барун-Хемчицького кожууна Республіки Тива Російської Федерації

## Населення
| Рік    | 2011 | 2012 | 2013 | 2014 | 2015 |
| ------ | ---- | ---- | ---- | ---- | ---- |
| Насел. | 932  | 919  | 823  | 916  | 918  |